# NGC 1300
NGC 1300 là một thiên hà xoắn ốc có thanh cách Trái Đất khoảng 61 triệu năm ánh sáng trong chòm sao Ba Giang. Thiên hà này có độ lớn khoảng 110.000 năm ánh sáng; chỉ lớn hơn một chút so với thiên hà Ngân Hà của chúng ta. Nó là một thành viên của Cụm Ba Giang (Eridanus Cluster), một cụm 200 thiên hà. Nó được phát hiện bởi John Frederick William Herschel năm 1835.